# Gigney
Gigney ist eine französische Gemeinde mit 58 Einwohnern (Stand 1. Januar 2022) im Département Vosges in der Region Grand Est. Sie gehört zum Arrondissement Épinal und seit 2012 zum Gemeindeverband Agglomération d’Épinal.

## Geografie
Die Gemeinde Gigney liegt zwölf Kilometer nordwestlich des Stadtzentrums von Épinal, der Hauptstadt (chef-lieu) des Départements Vosges.
Das fünf Quadratkilometer große Gemeindegebiet von Gigney umfasst einen Talabschnitt des Ruisseau de l’Etang, einem linken Nebenfluss der Avière sowie die nach Westen sanft ansteigende Landschaft, die von den Tälern der Bäche Ruisseau de Corb, Ruisseau le Trimbolot, und Ruisseau du Jaunay gegliedert wird. Die Bäche entspringen im Gemeindegebiet von Gigney und entwässern über den Ruisseau de l’Etang und die Avière zur Mosel. Die westliche Gemeindegrenze bildet die Abgrenzung zum Einzugsgebiet des Madon.
An den bewaldeten Höhen rund um den 469 Meter hohen Aussichtspunkt Croix de Virine hat Gigney einen Anteil von etwa 50 ha. Weitere 30 ha Wald liegen östlich des Ruisseau de l’Etang. Ackerland macht jedoch den größten Anteil am Gemeindeareal aus.
Mittelpunkt des 58 Einwohner (1. Januar 2022) zählenden Dorfes ist die Kirche Saint-Médard, die von einem ovalen Friedhof umgeben ist. Kirche und Friedhof werden auch von der Nachbargemeinde Fomerey genutzt.
Nachbargemeinden von Gigney sind Mazeley im Norden, Domèvre-sur-Avière im Osten, Fomerey im Süden sowie Bocquegney im Westen.

## Bevölkerungsentwicklung
| Jahr      | 1962 | 1968 | 1975 | 1982 | 1990 | 1999 | 2010 | 2021 |
| Einwohner | 82   | 90   | 76   | 85   | 82   | 74   | 60   | 56   |

Im Jahr 1841 wurde mit 225 Bewohnern die bisher höchste Einwohnerzahl ermittelt. Die Zahlen basieren auf den Daten von cassini.ehess und INSEE.

## Sehenswürdigkeiten
Die Kirche Saint-Médard aus dem frühen 14. Jahrhundert kann mit einigen Objekten, die als Monument historique eingestuft wurden, aufwarten. Dazu gehören ein rotes, samtenes Messgewand aus dem 18. Jahrhundert, der Altartisch und eine Statue der Jungfrau aus dem frühen 16. Jahrhundert und ein Kelch, der aus dem Kloster Étival stammt. Als historische Monumente wurden des Weiteren bis zu 400 Jahre alte Kreuze auf dem Friedhof benannt.

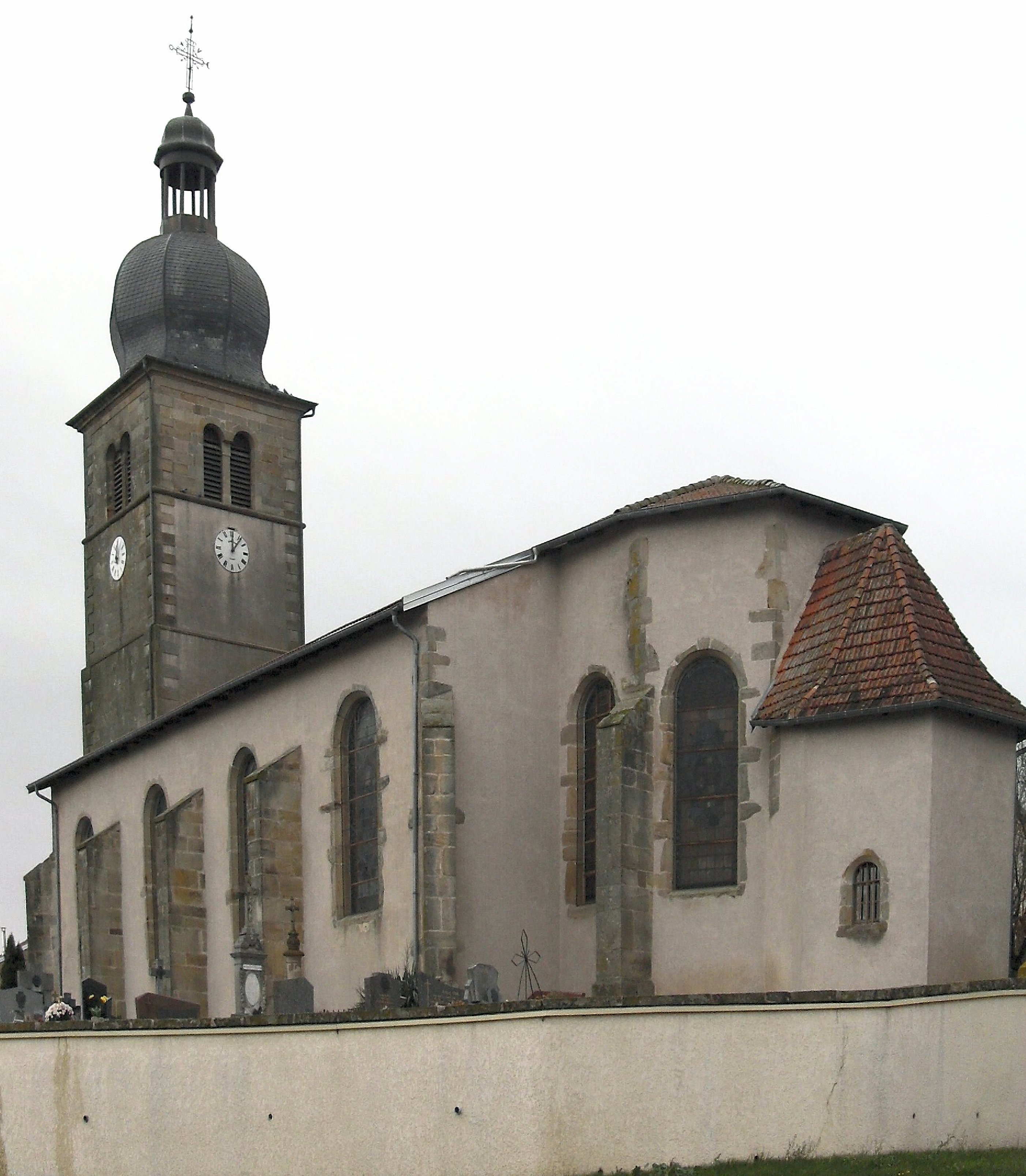
Kirche Saint-Médard
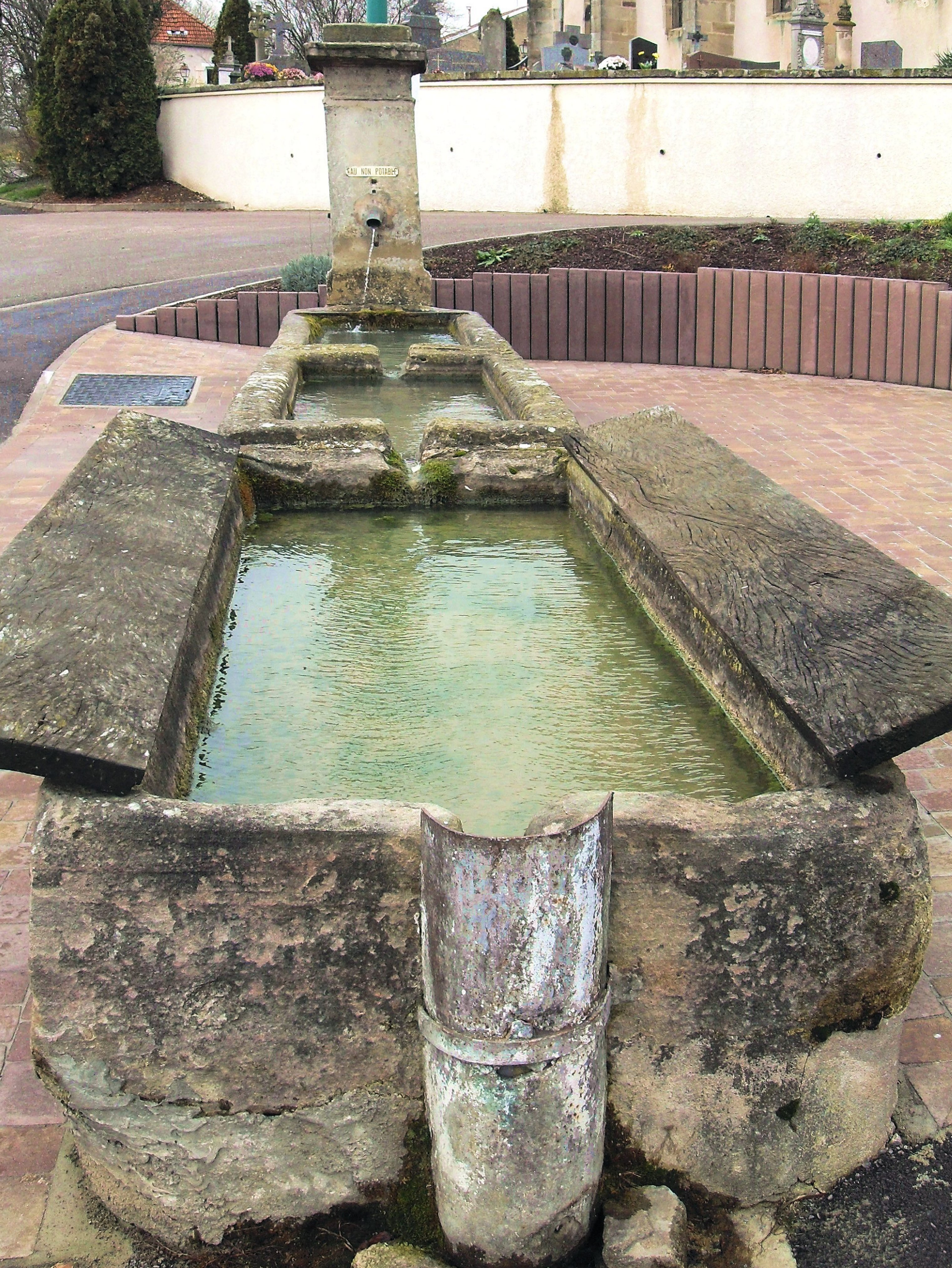
Brunnen in der Dorfmitte
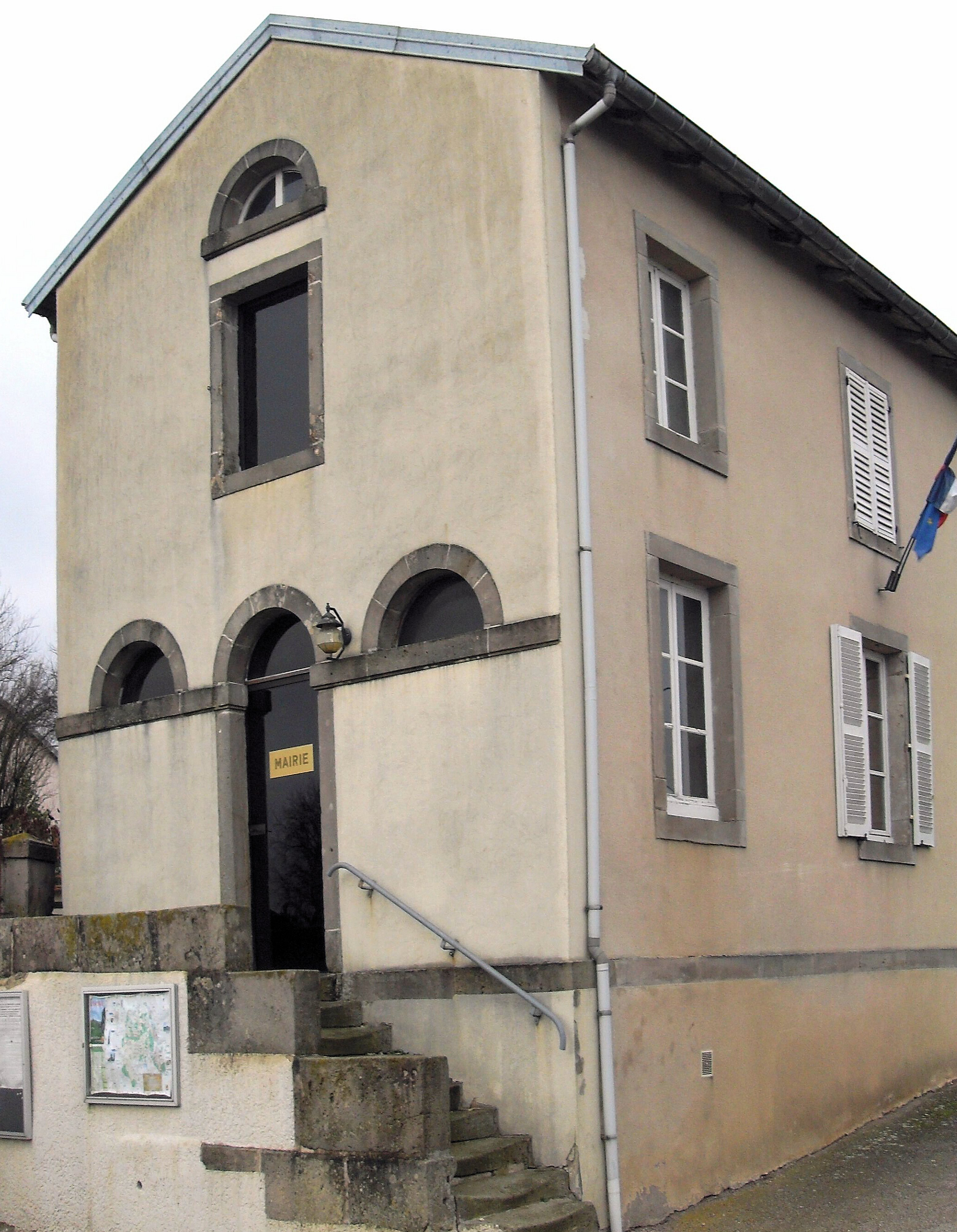
Ehemaliges Pfarrhaus, heute Mairie
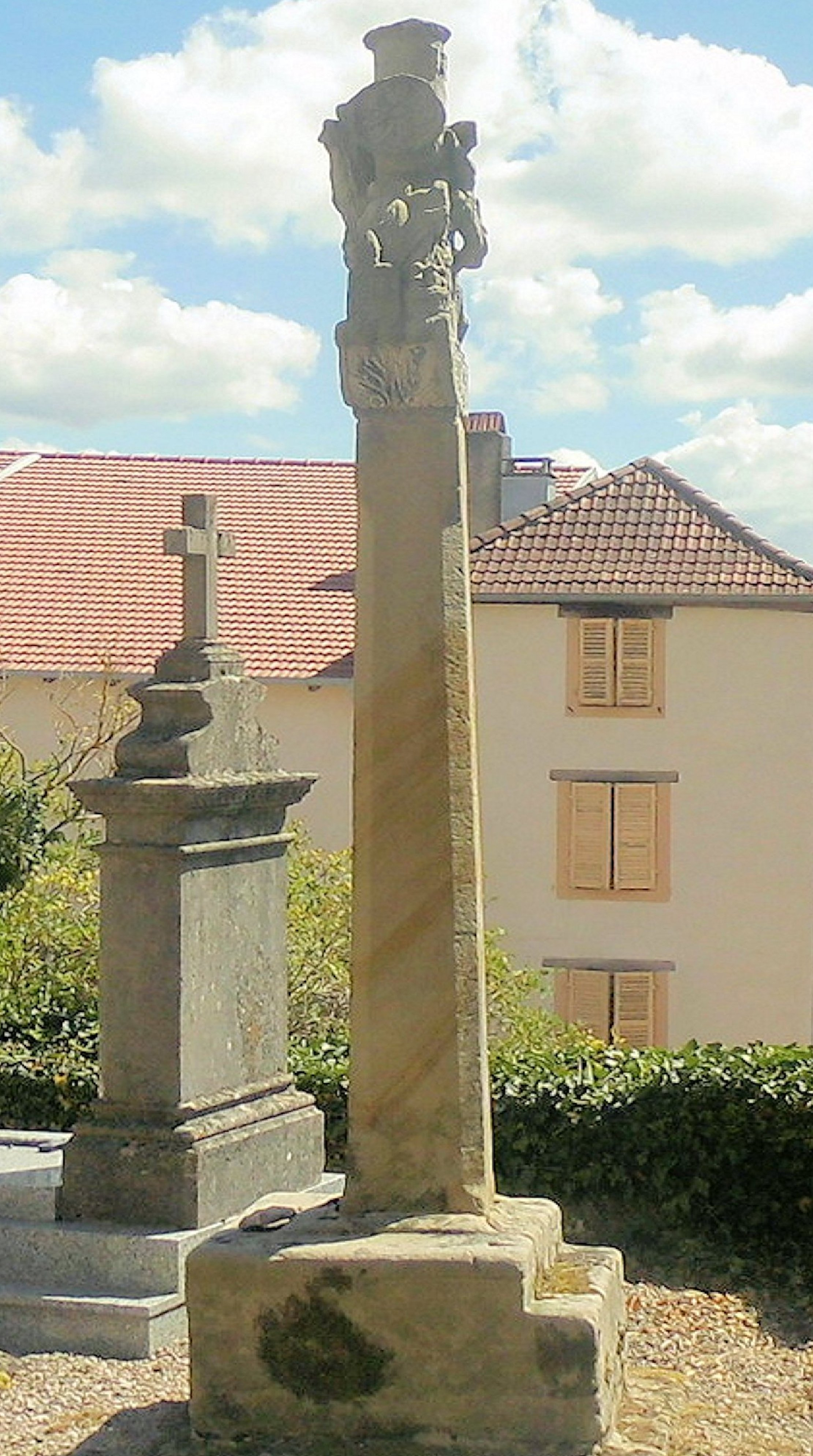
Denkmalgeschütztes Friedhofskreuz

## Wirtschaft und Infrastruktur
Die Landwirtschaft spielt im sehr ursprünglich wirkenden Gigney nach wie vor die Hauptrolle mit drei Landwirtschaftsbetrieben (Obstanbau, Milchwirtschaft). Das Dorf wurde wegen der relativen Abgeschiedenheit bisher nicht als Wohnort für Städter der Umgebung „entdeckt“.
Durch Gigney führt die Fernstraße D 36 von Mazeley nach Darnieulles, wo Anschluss an die teilweise zweispurige Nationalstraße 166 von Épinal nach Vittel/Neufchâteau besteht.

## Belege
1. ↑  Gigney auf cassini.ehess
2. ↑  Gigney auf INSEE
3. ↑  Cimetière. In: pop.culture.gouv.fr. Ministère de la culture, abgerufen am 23. Juni 2025 (französisch).
4. ↑  Landwirtschaftsbetriebe auf annuaire-mairie.fr (französisch)